# Gyula Iványi
Gyula Sámuel Iványi, także Gyula von Iványi (ur. 10 marca 1864 na terenie obecnego Budapesztu, zm. 6 grudnia 1920 tamże) – węgierski szermierz, olimpijczyk.
Był pierwszym Węgrem startującym w międzynarodowych zawodach w szabli. W 1894 roku wziął udział w tournée po Włoszech, gdzie rywalizował z najlepszymi włoskimi szablistami. W 1895 roku zwyciężył w organizowanych przez klub Magyar AC pierwszych krajowych zawodach w szabli, zdobywając srebrny puchar ministra obrony. W 1896 roku, na organizowanych przez Magyar AC międzynarodowych zawodach, Iványi pokonał Włocha Luigiego Barbasettiego, uznawanego za jednego z najlepszych ówczesnych szermierzy. Po 1900 roku pracował jako urzędnik bankowy – był m.in. dyrektorem banku oszczędnościowego.
Brał udział w Letnich Igrzyskach Olimpijskich 1900 jako uczestnik zawodów w szabli amatorów. Uzyskał awans do części finałowej, do której dotarło ośmiu zawodników. W niej uzyskał trzy zwycięstwa i cztery porażki, kończąc zawody na piątym miejscu.